# Stabuniki
Stabuniki (niem. Stobnitt) – przysiółek wsi Strużyna w Polsce, położony w województwie warmińsko-mazurskim, w powiecie ostródzkim, w gminie Morąg. W latach 1975–1998 przysiółek administracyjnie należał do województwa olsztyńskiego.

## Historia
Miejscowość wzmiankowana w dokumentach z roku 1448, jako wieś pruska na 12 włókach. Pierwotna nazwa Stabonyke. W roku 1782 we wsi odnotowano 17 domów ('dymów'), natomiast w 1858 w 8 gospodarstwach domowych było 77 mieszkańców. W latach 1937–1939 było 55 mieszkańców. W roku 1973 jako kolonia Stabuniki należała do powiatu morąskiego, gmina Morąg, poczta Łączno.
Krucza Góra, Stabunicka Góra (niem. Kirch Berg) – pagórek, położony na północ od osady Stabunki.